# Anapsallus
Anapsallus is een geslacht van wantsen uit de familie van de Miridae (Blindwantsen). Het geslacht werd voor het eerst wetenschappelijk beschreven door Odhiambo in 1960.

## Soorten
Het genus bevat de volgende soorten:

- Anapsallus marmoratus Odhiambo, 1960
- Anapsallus pallidus Linnavuori, 1993